# Dusty Johnson
Dustin "Dusty" Johnson, född 30 september 1976 i Pierre i South Dakota, är en amerikansk politiker (republikan). Han är ledamot av USA:s representanthus sedan 2019.